# Otto Berger (Zahnmediziner)
Otto Berger (* 15. April 1900 in Oppeln; † 22. Mai 1985 in der Nähe von Darmstadt) war ein Berliner Dentist, der in der Zeit des Nationalsozialismus Verfolgten half und als Gerechter unter den Völkern geehrt wurde.
Otto Berger hatte unter anderem seinem zahnärztlichen jüdischen Kollegen Fedor Bruck geholfen, indem er ihn ab 1943 in seinen Privat- oder Praxisräumen versteckt hielt. Der jüdische Zahnarzt hatte im Oktober 1942 von der jüdischen Kultusgemeinde zu Berlin die Benachrichtigung von seiner bevorstehenden Deportation bekommen und hielt sich seitdem versteckt. Er berichtete 1964 darüber:

„Ich lernte Herrn Otto Berger im Frühjahr 1943 kennen. Als er bei dieser Gelegenheit erfuhr, dass ich als Rassenverfolgter ein illegales Leben führe, versorgte er mich gleich bei dieser ersten Begegnung mit Lebensmitteln und bot mir an, mich bei sich aufzunehmen. Dieser Fall trat kurze Zeit später ein und ich zog Anfang Juli 1943 in die Wohnung von Otto Berger.“

Otto Berger wusste anfangs nicht, dass sein Schützling ein Berufskollege war. Er unterstützte außerdem den Leiter der jüdischen Friedhofsverwaltung sowie den ehemaligen Leiter der jüdischen Kultusgemeinde.

## Ehrungen
Für seinen Einsatz als „Judenretter“ wurde Berger 1964 vom damaligen Berliner Bürgermeister Willy Brandt geehrt und 1974 vom Bundespräsidenten in das Schloss Bellevue eingeladen. 2008 erhielt er posthum die Ewald-Harndt-Medaille der Zahnärztekammer Berlin.
Otto Berger wurde im Oktober 2009 von der israelischen Gedenkstätte Yad Vashem für seinen selbstlosen Einsatz für Verfolgte in der Zeit des Nationalsozialismus mit dem Titel Gerechter unter den Völkern ausgezeichnet.